# N49 (astronomia)
N49 è una nebulosa diffusa visibile nella Grande Nube di Magellano, nella costellazione del Dorado.
Si tratta di un notevole resto di supernova, il più grande e luminoso osservabile nella Nube; si individua a nord della galassia, in un'area periferica, 2 gradi ad ovest della stella δ Doradus. La nebulosa emette raggi X, e si sta espandendo più rapidamente in direzione sud-est, causando la sua forma irregolare. Dista dal Sole 168.000 anni-luce.